# (620) Drakonia
(620) Drakonia est un astéroïde de la ceinture principale découvert le 26 octobre 1906 par Joel Hastings Metcalf.
Son nom pourrait venir de l'université Drake, aux États-Unis dans l'Iowa.